# Honda CBR1000F
Honda CBR1000F, přezdívaný Hurricane, je motocykl vyráběný společností Honda.
Tento motocykl se stal nástupcem veleúspěšné řady motocyklů Honda CB. Při konstruování tohoto stroje byly využity všechny poznatky získané při provozu a tvorbě předchozích modelů.
Motocykl byl nezvykle (na tehdejší dobu) zcela okapotován a kritici tohoto stroje prohlašovali, že „vypadá jak kelímek s jogurtem“. I přes tuto kritiku se roku 1988 stal nejprodávanějším motocyklem světa a to díky kvalitní konstrukci stroje jako celku. Motor byl chlazen vodou a poskytoval maximální výkon 100 kW (136 PS) a díky takto vysokému výkonu byla Honda CBR 1000F také nejrychlejším sériově vyráběným motocyklem světa. Toto prvenství si udržela až do roku 1990, kdy firma Kawasaki přišla na trh s motocyklem Kawasaki ZZR 1100, který následně titul nejrychlejšího motocyklu držel celých neuvěřitelných 9 let.
Na Hondě CBR 1000F byla použita celá řada inovačních prvků, např. technologie "all new oil", tedy samostatné chlazení oleje v olejovém chladiči. V roce 1988–1989 byl model sc 21 inovován a byl vypuštěn do výroby model sc 24. Tento model se v takřka nezměněné podobě vyráběl až do roku 1999. Inovace, která proběhla, nebyla však příliš významná a i nadále v motocyklu pulsoval takřka shodný motor, který se lišil jen ve velmi malých drobnostech (změna vývodů chlazení, změna umístění náhonu tachometru, změna alternátoru a změna senzorů zapalování a samotné zapalování). Větší inovací prošel ocelový rám motocyklu a kapotáž.
Postupem času, jak motocykl stárnul, se ze "supersportovního" modelu stal díky požadavkům doby jen rychlý "cesťák".
V roce 1996 se však začal vyrábět nástupce Honda CBR 1100XX, který ve velké míře převzal zákazníky této osvědčené motorky. Přesto se CBR 1000F vyráběla souběžně ještě celé 3 roky.

## Typové označení
- ED – přímý prodej v Evropě
- E – Velká Británie
- F – Francie
- G – Německo (limitovaná varianta 72 kW a nelimitovaná 100 kW)
- U – Austrálie
- ND – Severní Evropa
- SW – Švýcarsko
- IT – Itálie
- H – Holandsko
- AR – Rakousko
- SP – Španělsko

Tyto různé typy mají jen drobné odlišnosti však díky ním lze přesně určit původ motocyklu, tedy zemi pro kterou byla určena.